# Pictură monocromă

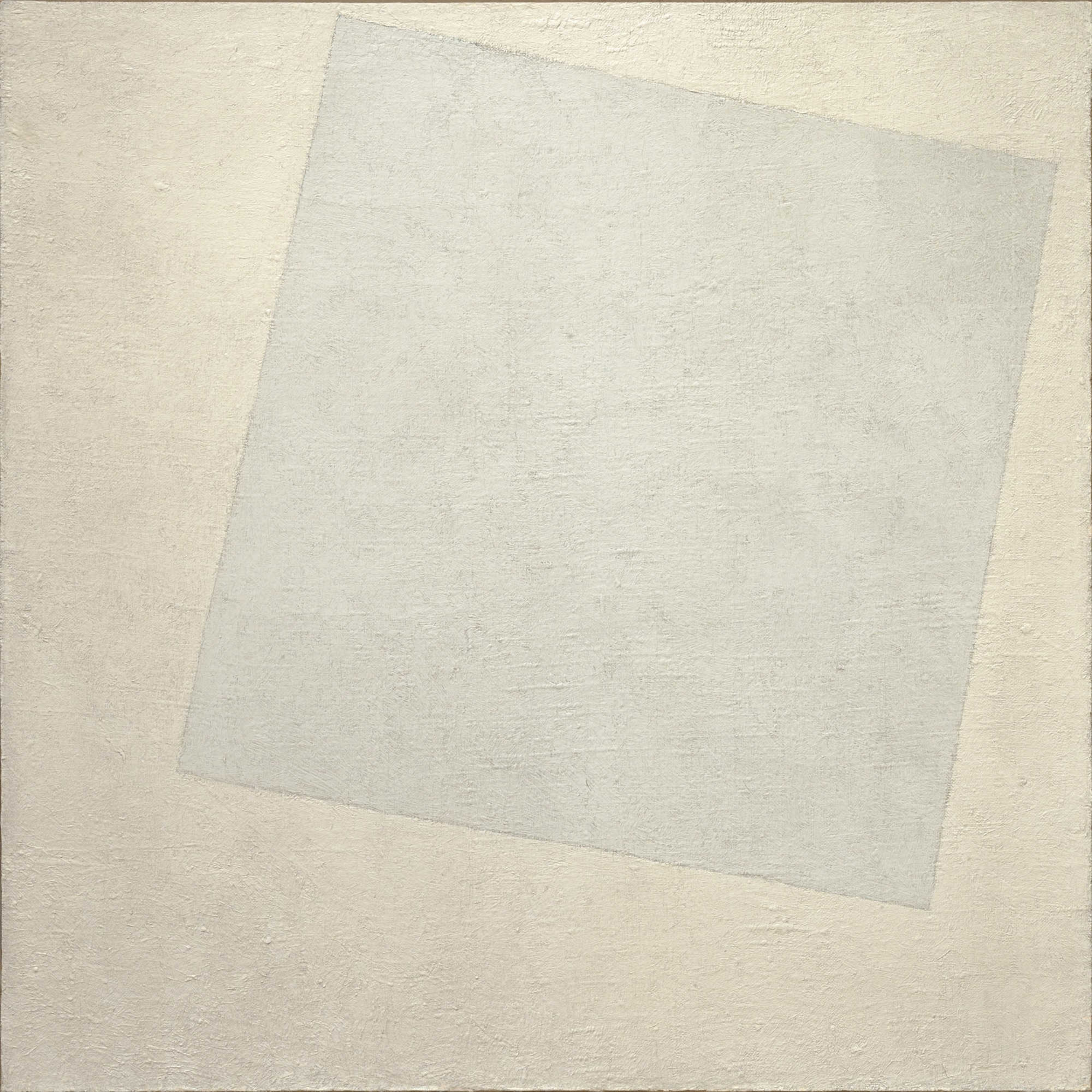
Kazimir Malevici, Compoziție suprematistă: Alb pe alb, 1918, Muzeul de Artă Modernă din New York City

Pictura monocromă sau monocromatică a avut un impact semnificativ asupra artelor vizuale moderne și contemporane din Occident, apărând inițial în cadrul avangardei europene de la începutul secolului al XX-lea. Artiștii care realizează astfel de lucrări folosesc o singură culoare pentru a explora posibilități non-reprezentative, concentrându-se pe variațiile de intensitate, complexitatea texturilor și subtilitățile formale. Această abordare a fost utilizată atât pentru exprimarea emoțiilor, cât și pentru a analiza calitățile esențiale ale picturii, servind uneori ca bază pentru lucrări conceptuale. De la abstracțiile geometrice realizate în diverse tehnici până la pictura gestuală fără elemente figurative, lucrările monocromatice continuă să fie o sursă majoră de inspirație în arta contemporană.

## Origini

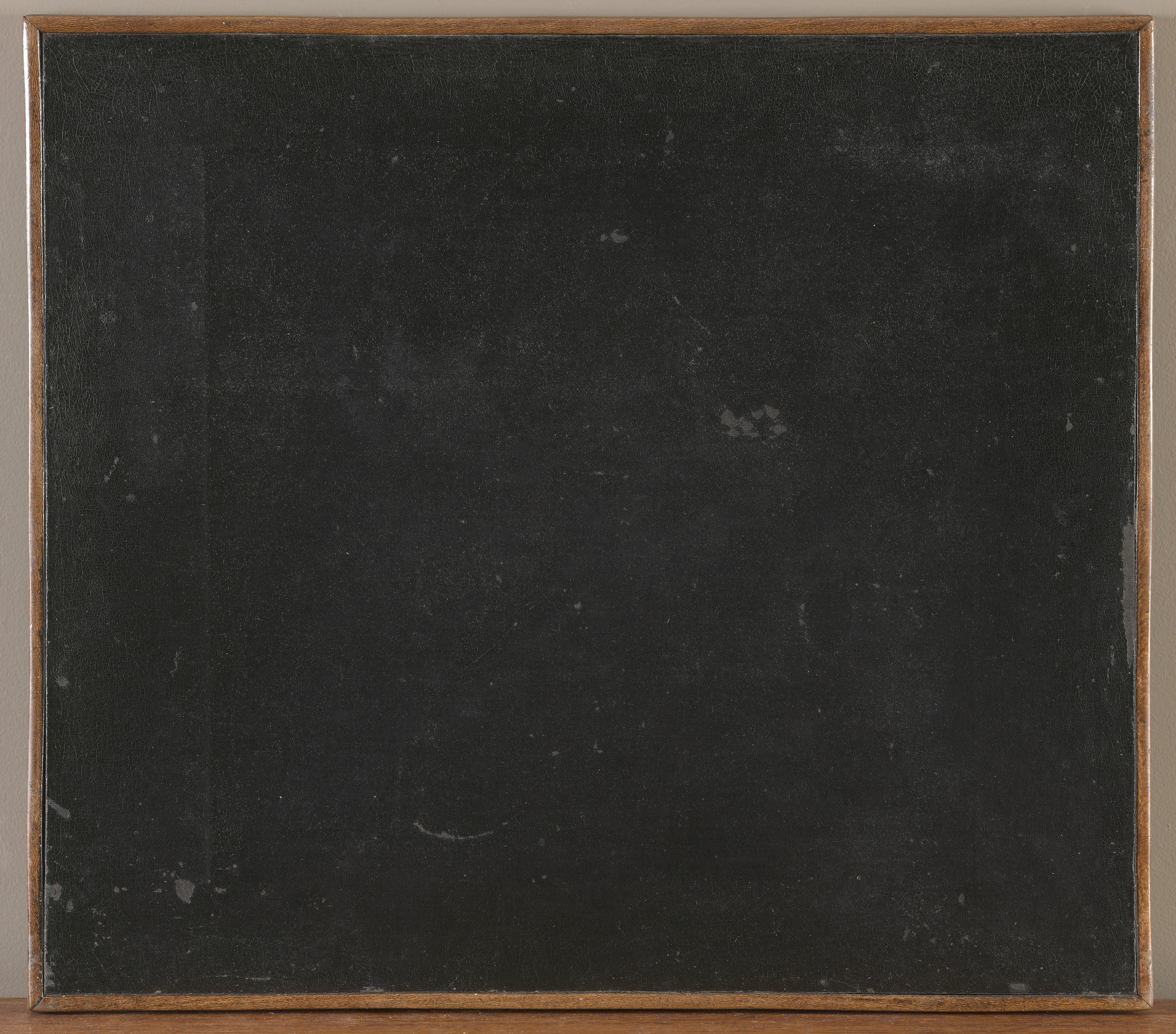
Paul Bilhaud, Combat de nègres pendant la nuit, 1882

Pictura monocromatică și-a făcut debutul în 1882, în cadrul primei expoziții Incoherents din Paris, cu un tablou complet negru realizat de poetul Paul Bilhaud, intitulat Combat de Nègres pendant la nuit („Luptă între negri în timpul nopții”). Această operă, pierdută timp de peste un secol, a fost redescoperită într-o colecție privată în 2017-2018, fiind apoi declarată „comoară națională” de către statul francez.
Cu toate acestea, Bilhaud nu a fost pionierul absolut al lucrărilor monocromatice în negru. În 1617, Robert Fludd⁠(d) a inclus în scrierile sale despre originea și structura cosmosului o imagine simbolică intitulată Darkness. De asemenea, în 1843, Bertall a creat Vue de La Hogue (effet de nuit), o reprezentare monocromă neagră.
În anii următori, alte expoziții din cadrul mișcării artistice a „incoerenților” au prezentat lucrări similare, iar scriitorul Alphonse Allais a venit cu propriile sale picturi monocrome pline de umor, precum Première communion de jeunes filles chlorotiques par un temps de neige („Prima comuniune a unor tinere clorotice pe timp de zăpadă”, o lucrare albă) și Récolte de la tomate par des cardinaux apoplectiques au bord de la Mer Rouge („Recoltarea roșiilor de către cardinali apoplectici pe malul Mării Roșii”, o lucrare roșie). În 1897, Allais și-a publicat colecția în Album primo-avrilesque care cuprindea șapte astfel de opere monocrome.
Totuși, aceste creații au mai multe în comun cu mișcările Dada sau Neo-Dada din secolul XX, în special cu lucrările grupului Fluxus din anii 1960, decât cu tradiția picturii monocrome dezvoltate ulterior de Malevici.

După controversa și succesul generat de expoziția cubistă de la Salon des Indépendants din 1911, Jean Metzinger i-a oferit un interviu lui Cyril Berger, publicat în Paris-Journal pe 29 mai 1911, în care a declarat:
„Noi, cubiștii, ne-am făcut doar datoria, oferind umanității un nou ritm. Vor veni alții după noi care vor continua această misiune. Ce vor descoperi ei? Aceasta este marea taină a viitorului. Poate că, într-o zi, un mare artist, respingând cu dispreț jocul adesea brutal al așa-numiților coloriști, va readuce cele șapte culori la unitatea primordială a albului, care le înglobează pe toate, și va expune pânze complet albe, lipsite de orice altceva.” – Jean Metzinger, 29 mai 1911.
Previziunea curajoasă a lui Metzinger, potrivit căreia artiștii vor duce abstractizarea la limită, eliminând complet subiectele reprezentative și revenind la ceea ce el numea „unitatea primordială a albului” – o „pânză complet albă” – avea să devină realitate doar două ani mai târziu. Autorul unui manifest satiric intitulat Manifeste de l'école amorphiste, publicat în Les Hommes du Jour pe 3 mai 1913, ar fi putut să fie influențat de viziunea lui Metzinger atunci când a justificat pânzele albe ale amorfismului, susținând că „lumina este suficientă pentru noi”.
Istoricul de artă Jeffery S. Weiss notează că, deși Vers Amorphisme ar putea părea un nonsens, acest manifest a fost totuși un limbaj suficient de fundamental pentru a anticipa implicațiile extrem de reductive ale artei non-obiective.
Într-o manieră generală, rădăcinile minimalismului european se pot regăsi în abstracțiile geometrice ale artiștilor asociați cu Bauhaus, în lucrările lui Kazimir Malevici, Piet Mondrian și alți membri ai mișcării De Stijl, precum și în mișcarea Constructivistă rusă, dar și în lucrările sculptorului român Constantin Brâncuși. Arta minimală este de asemenea influențată în parte de picturile lui Barnett Newman, Ad Reinhardt, Josef Albers și de operele unor artiști precum Pablo Picasso, Marcel Duchamp, Giorgio Morandi și alții. Minimalismul a apărut și ca o reacție împotriva subiectivității picturale ale Expresionismului Abstract, ce a fost predominant în Școala din New York în anii 1940 și 1950.
Varietatea largă de interpretări posibile (inclusiv imposibile) ale picturilor monocrome este, probabil, ceea ce face ca monocromul să fie atât de atrăgător pentru mulți artiști, critici și scriitori. Deși nu a devenit niciodată o tendință majoritară și puțini artiști s-au dedicat în totalitate acestui stil, el nu a dispărut niciodată. Se reapare periodic, ca un spectru ce bântuie modernismul înalt sau ca simbol al acestuia, mai ales în perioadele de schimbări estetice și sociopolitice.

### Suprematismșiconstructivism

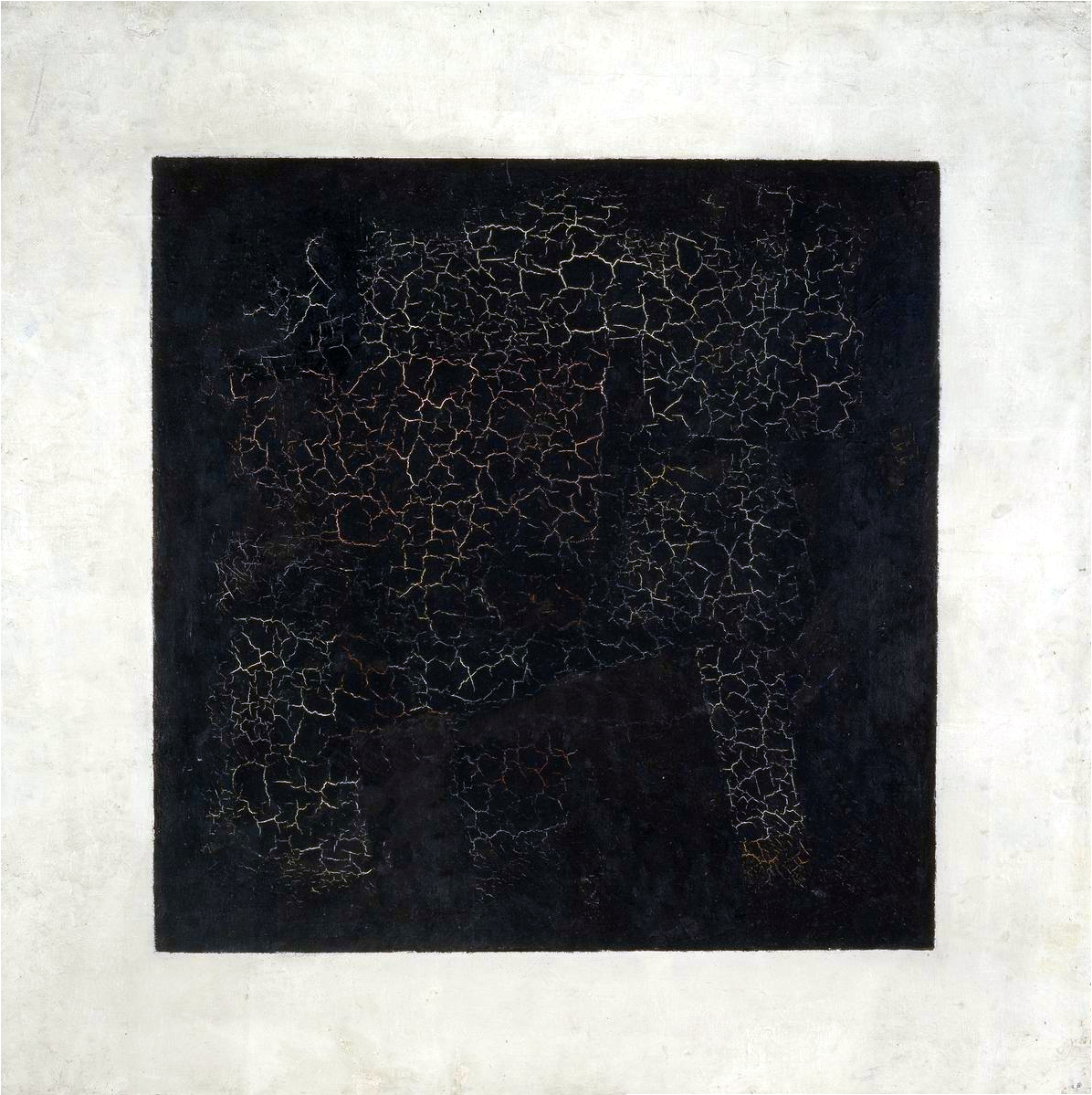
Kazimir Malevici, Pătrat negru, 1915, ulei pe pânză, Galeria Tretiakov, Moscova

Pictura monocromatică, așa cum o cunoaștem în prezent, a debutat la Moscova cu Suprematist Composition: White on White din 1918, realizată de artistul suprematist Kazimir Malevici. Aceasta a fost o variantă sau o continuare a lucrării Black Square on a White Field (1915), care a jucat un rol esențial în dezvoltarea abstracției geometrice din secolul al XX-lea.
În 1921, artistul constructivist Alexander Rodchenko a prezentat lucrările Pure Red Color, Pure Blue Color și Pure Yellow Color: trei picturi monocrome, fiecare reprezentând o culoare primară. El a dorit ca această lucrare să simbolizeze „moartea picturii”. În timp ce Rodchenko a văzut monocromul său ca o distrugere a ideilor tradiționale despre pictură, Malevici a considerat lucrarea sa o concentrare asupra acestora, o meditație asupra esenței artei („sentiment pur”).
Aceste două perspective, exprimate încă din primele momente ale istoriei sale, subliniază dinamica aproape paradoxală a lucrărilor monocrome: acestea pot fi interpretate fie ca o suprafață plată (entitate materială sau „pictură ca obiect”) care nu reprezintă nimic altceva decât propria existență, semnificând astfel un punct final în evoluția iluzionismului în pictură (așa cum susține Rodchenko); fie ca o ilustrare a unui spațiu multidimensional (infinita), o realizare a picturii iluzioniste, semnificând o nouă direcție – un nou început – în istoria picturii occidentale (așa cum susține Malevici). În plus, mulți au observat că poate fi greu să înțelegem intențiile artistului doar din lucrare, fără a consulta comentariile acestuia.

## Artiști

### Expresioniștii abstracti
- Milton Resnick a avut o carieră îndelungată ca pictor expresionist abstract. La începutul anilor 1940, a experimentat cu stilul de pictură de acțiune, specific acelei perioade. Lucrările sale din anii 1950 până în anii 1970 sunt adesea considerate impresioniste abstracte, deoarece își crea compozițiile prin aplicarea de tușe repetate, aproape de aceeași valoare, asemănător cu tehnica lui Claude Monet din seria sa celebră Waterlilies. În ultimele două decenii și jumătate ale carierei sale, lucrările lui Resnick au devenit monocrome,[7] dar cu suprafețe groase și stratificate.
- Ad Reinhardt a fost un artist expresionist abstract remarcabil pentru crearea de picturi aproape „pure” monocrome pe o perioadă îndelungată (aproape între 1952 și moartea sa în 1967), folosind culori precum roșu, albastru și, cel mai celebru și controversat, negru. La fel ca lucrările lui Johns menționate anterior, picturile negre ale lui Reinhardt[8] includeau indicii vagi de forme geometrice, dar contururile nu devin vizibile decât după ce privitorul petrece mai mult timp în fața lucrării. Acest lucru favorizează o stare de meditație și creează incertitudine în privința percepției; astfel, în conformitate cu celebrul citat al lui Frank Stella, te poți întreba dacă „ceea ce vezi” este într-adevăr ceea ce vezi.[9]
- Richard Pousette-Dart⁠(d) a creat mai multe serii remarcabile de picturi de-a lungul carierei sale ca pictor expresionist abstract, iar seria sa monocromă, intitulată Presences, care s-a desfășurat din sfârșitul anilor 1950 până la începutul anilor 1990, a fost una dintre cele mai impresionante lucrări ale sale.

### Câmp de culoare
1. ↑  Tate. „Monochrome – Art Term - Tate”. Accesat în 22 august 2018.
2. ↑  Jeffrey S. Weiss, The Popular Culture of Modern Art: Picasso, Duchamp, and Avant-gardism, Yale University Press, 1994, ISBN: 9780300058956
3. ↑  „Albert York and Giorgio Morandi”. 1 octombrie 2004.
4. ↑  Marzona, Daniel (13 martie 2004). Minimal Art. Taschen. ISBN 9783822830604.
5. ↑  Battcock, Gregory (3 august 1995). Minimal Art: A Critical Anthology. University of California Press. ISBN 9780520201477.
6. ↑  „Malevich, Kazimir Severinovich, Black Suprematic Square, 1915, oil on canvas, 79.5 х 79.5 cm, Tretyakov Gallery, Moscow”. Arhivat din original la 6 februarie 2014.
7. ↑  „Archived copy”. Arhivat din original la 5 februarie 2007. Accesat în 8 aprilie 2007.
8. ↑  „Abstract Expressionism, Ad Reinhardt, Painting, 1954-58”. www.abstract-art.com.
9. ↑  „The Collection – MoMA”. The Museum of Modern Art. Accesat în 22 august 2018.

Începând cu anii 1950 și 1960, mai mulți artiști expresioniști abstracti și de câmp de culoare (precum Barnett Newman, Mark Rothko, Robert Motherwell, Adolph Gottlieb, Theodoros Stamos, Sam Francis, Ludwig Sander, Clyfford Still, Jules Olitski și alții) au investigat teme ce păreau a implica monocromul, utilizând câmpuri largi și uniforme de culoare în picturi de mari dimensiuni, care au avut o influență semnificativă asupra unor stiluri noi, cum ar fi abstracția post-picturală, abstracția lirică și minimalismul.
Una dintre picturile aproape monocrome ale lui Barnett Newman a provocat indignare și ridiculizare pe scară largă (și discuții) în Canada, când Galeria Națională a achiziționat în anii 1980 lucrarea sa din 1967 Voice of Fire pentru 1,8 milioane de dolari. De asemenea, o altă lucrare geometrică simplă a lui Barnett Newman (deși nu monocromă din punct de vedere tehnic) a fost tăiată cu un cuțit de un vizitator furios în anii 1980 la Muzeul Stedelijk din Amsterdam.

### Abstracția lirică
Pictorii de abstracție lirică, precum Ronald Davis, Larry Poons, Walter Darby Bannard, Dan Christensen, Larry Zox, Ronnie Landfield, Ralph Humphrey, David Budd, David R. Prentice, Brice Marden, David Diao, David Novros, Jake Berthot și alții, au lucrat la serii de pânze de forme diverse și rectangulare, care se apropiau de monocrom, cu diverse variații, în special în anii 1960 și 1970.

#### Pânză în "formă"
Începând cu anii 1960, artiști precum Frank Stella, Ellsworth Kelly, Ronald Davis, David Novros, Paul Mogensen, Patricia Johanson și alții au creat picturi monocrome pe pânze cu forme neobișnuite. Chiar dacă unele dintre lucrările lor aveau legături cu minimalismul, niciunul dintre aceștia nu poate fi considerat un artist minimalist.

### Neo-Dada
- Robert Rauschenberg a spus: „O pânză nu este niciodată goală.”[1] La începutul anilor 1950, a devenit cunoscut pentru lucrările sale monocrome, începând cu alb, apoi cu negru și, în cele din urmă, cu roșu. În seria White Paintings[2] (1951), Rauschenberg a folosit vopsea de casă aplicată cu role pentru a crea suprafețe netede „goale”. Panourile albe au fost expuse fie individual, fie în grupuri modulare. Black Paintings (1951–1953) adăugau textură sub suprafața vopsită prin colaje de ziare, care uneori sugerau o structură asemănătoare unui grid. Red Paintings (1953–54) includeau și alte materiale, precum lemn și țesătură, sub o suprafață vopsită elaborată, prefigurând dezvoltarea lui Rauschenberg în crearea lucrărilor de tip "assemblage" și scopul său declarat de a acționa în „spațiul” dintre „Artă” și „Viață”.

Pânzele albe au fost asociate cu lucrarea 4'33" a compozitorului John Cage, care constă în trei părți de tăcere și a fost parțial inspirată de studiile lui Cage în Zen Buddhism. În ambele lucrări, atenția se concentrează asupra elementelor de ascultare sau observare ce scapă controlului artistului, cum ar fi sunetele din mediul concertului sau jocul umbrelor și al prafului care se acumulează pe suprafețele „goale” ale pânzelor („bande de aterizare” – Cage). Într-o lucrare similară, Erased de Kooning Drawing din 1953, Rauschenberg a șters un desen realizat de artistul Willem de Kooning, un pictor expresionist abstract. Surprinzător, De Kooning a susținut intențiile lui Rauschenberg și i-a oferit un desen al său, care era foarte dens și care i-a luat lui Rauschenberg două luni și mai multe radere pentru a-l șterge (chiar incomplet).
- Jasper Johns, prieten cu Rauschenberg, era adesea asociat cu mișcarea Neo-Dadaistă, amândoi respingând estetica Expresionismului Abstracționist care domina în anii 1950. Johns a realizat lucrări precum White Flag, Green Target și Tango, în care imaginea este doar vag sugerată, similar cu tehnica utilizată în White Square on a White Field de Malevici.

Aceste lucrări demonstrează adesea mai multă vizibilitate a pensulării decât este caracteristic picturii monocrome. Multe alte lucrări se apropie de monocrom, cum ar fi lucrările „gri” din primii ani 1960, dar cu adăugarea de obiecte reale ("assemblage") sau texte.

### Minimaliștii
- Ellsworth Kelly a petrecut mult timp atât la Paris, cât și la New York. Deși nu era strict un minimalist, a realizat o serie de picturi monocrome pe pânze cu forme speciale și panouri dreptunghiulare de o singură culoare. Abstracțiile sale[3] erau „abstractizate” din natură. Interesul său pentru natură este atât de profund încât a creat o serie de litografii cu plante[4] într-un stil impresionant și sincer realist.
- Mino Argento, cunoscut pentru picturile sale monocrome albe, a explorat teme de grile și dreptunghiuri suprapuse. Aceste lucrări aparent simple câștigau dinamism prin variații subtile de ritm, compoziție și textură, cum este cazul unei lucrări ce include grile gri și dreptunghiuri verticale albe, grupate în centru.
- Agnes Martin, în lucrările sale din anii ’50 și ’60, a urmărit să exprime ideea de „perfecțiune” și „frumusețe”. Pânzele sale aproape albe sau gri deschis sunt marcate de linii fine trasate cu creion, creând compoziții delicate și meditative.[5]
- Robert Ryman în lucrări precum Ledger (1982)[6] atrage în mod deliberat atenția asupra suporturilor, înrămării și semnăturii artistului ca elemente importante ale operelor sale, care sunt de obicei albe sau aproape albe și în format pătrat. Pensulația expresionist-abstractă este utilizată ca material formal în aceste construcții minimaliste. Ryman prezintă un tur de forță al variației pe o temă deliberat limitată.

Brice Marden, Pictura Dylan, 1966/1986, Muzeul de Artă Modernă din San Francisco

- Brice Marden, în primele sale lucrări de maturitate, a folosit o abordare reductivă ce reflecta influențe similare cu cele ale lui Jasper Johns și Ellsworth Kelly, dar cu o orientare mai formalistă. În lucrări precum Return 1[7] el a creat suprafețe subtile de gri utilizând encaustica (un mediu pe bază de ceară), lăsând la baza pânzei o fâșie îngustă care dezvăluia urmele procesului artistic, cum ar fi picături și stropi de vopsea. Începând cu sfârșitul anilor 1980, Marden a adoptat un stil mai viu colorat și caligrafic, influențat de viziunea sa spirituală și emoțională asupra artei abstracte.
- Frank Stella a fost influențat de ideea lui Igor Stravinsky conform căreia „muzica exprimă doar pe sine însăși” și a declarat că „Ceea ce vezi este ceea ce vezi”. Totuși, el a recunoscut mai târziu că primele sale lucrări au fost influențate, într-o anumită măsură, de scrierile lui Samuel Beckett. Stella și-a propus să elimine orice interpretare spirituală sau emoțională din operele sale, iar acest lucru este evident în lucrările cu dungi subțiri (pinstripe) din anii 1950, unde liniile sunt marcate de pânza lăsată neacoperită. În timp, Stella a renunțat atât la monocromie, cât și la pictura geometrică.
- John McCracken, un reprezentant al Minimalismului, a creat lucrări care sfidează categorisirea strictă drept „pictură” sau „sculptură”. Încă din 1965, a devenit cunoscut pentru „plăcile, coloanele și scândurile” sale monocrome, lustruite impecabil.[8] Aceste obiecte erau adesea sprijinite neconvențional de pereții galeriilor, într-un stil relaxat caracterizat drept „înclinarea Coastei de Vest”. Deși McCracken a folosit tehnici inspirate din fabricarea plăcilor de surf, toate lucrările sale erau realizate manual cu mare atenție la detalii, spre deosebire de operele unor artiști contemporani, precum John M. Miller, ale căror creații erau în general produse industrial conform specificațiilor artistului.

Allan McCollum, Colecția de o sută de surogate de ipsos, 1982/1990. Colecție: Museum van Hedendaagse Kunst Antwerp, Belgia

- Allan McCollum a descoperit, în anii 1970, că sensul unei picturi, influențat de forțele sociale, poate fi mai bine analizat prin reducerea picturii la o formă generică—un simbol sau o „reprezentare” a ideii de pictură, care să funcționeze ca un „înlocuitor” sau o „rechizită”. În această perioadă, el a creat seria Surrogate Paintings, iar mai târziu a început să reproducă aceste lucrări în ghips, incluzând atât cadrul, cât și „pânza”. Aceste obiecte, care semănau cu câmpuri negre încadrate, acționau ca semne neutre menite să provoace privitorii să reflecteze asupra așteptărilor sociale legate de conceptul de pictură, mai degrabă decât asupra operei în sine. Prin acest demers, McCollum a transformat galeriile și muzeele în spații teatrale, punând în lumină procesele de prezentare, vânzare, evaluare și critică a lucrărilor. Picturile, în mod intenționat lipsite de conținut semnificativ, redirecționau atenția spre practicile sociale și mecanismele care conferă valoare artei. Ironia constă în faptul că, de-a lungul timpului, aceste obiecte neutre au devenit valoroase ca simboluri ale unei abordări antropologice asupra artei.
- Anne Truitt, o artistă americană din a doua jumătate a secolului XX, este asociată atât cu minimalismul, cât și cu artiștii Color Field precum Morris Louis și Kenneth Noland. Deși recunoscută în principal ca sculptoriță minimalistă și coloristă, Truitt a explorat constant culoarea în lucrările sale, creând de-a lungul carierei mai multe serii de picturi monocrome.

Ea a creat ceea ce este considerat a fi cel mai important lucru al său la începutul anilor 1960, prefigurând, sub multe aspecte, lucrările minimaliste ale unor artiști precum Donald Judd și Ellsworth Kelly. Cu toate acestea, Truitt s-a distins de minimalism în câteva moduri semnificative. De exemplu, ea numea multe dintre lucrările sale după locuri și evenimente care aveau o semnificație personală pentru ea, sugerând o poveste ce depășește sculptura, dar totodată rămâne legată de aceasta. Sculpturile care au marcat contribuția sa la dezvoltarea Minimalismului erau structuri simple și vopsite, adesea de mari dimensiuni. Platformele care ridicau sculpturile le făceau să pară suspendate deasupra solului, creând o linie subțire de umbră. Astfel, granița dintre sculptură și sol, dar și între gravitație și verticalitate, devenea iluzorie. Această ambivalență formală reflectă viziunea sa că, în artă, culoarea poartă o vibrație psihologică ce, atunci când este purificată, transformă un eveniment într-un obiect distinct, mai degrabă decât un sentiment. În acest sens, evenimentul se transformă într-o lucrare de artă, o senzație vizuală transmisă prin culoare.
- Începând din 1949, Lucio Fontana a lansat seria cunoscută sub numele de Conceptul Spațial sau seria tăieturilor, care implica realizarea de găuri sau tăieturi pe suprafața picturilor monocrome. Prin aceste lucrări, el a creat un simbol al unei „arte pentru Epoca Spațială” (Concetto spaziale (50-B.1), 1950, MNAM, Paris).

### Lucrări monocrome: Epoca albastră

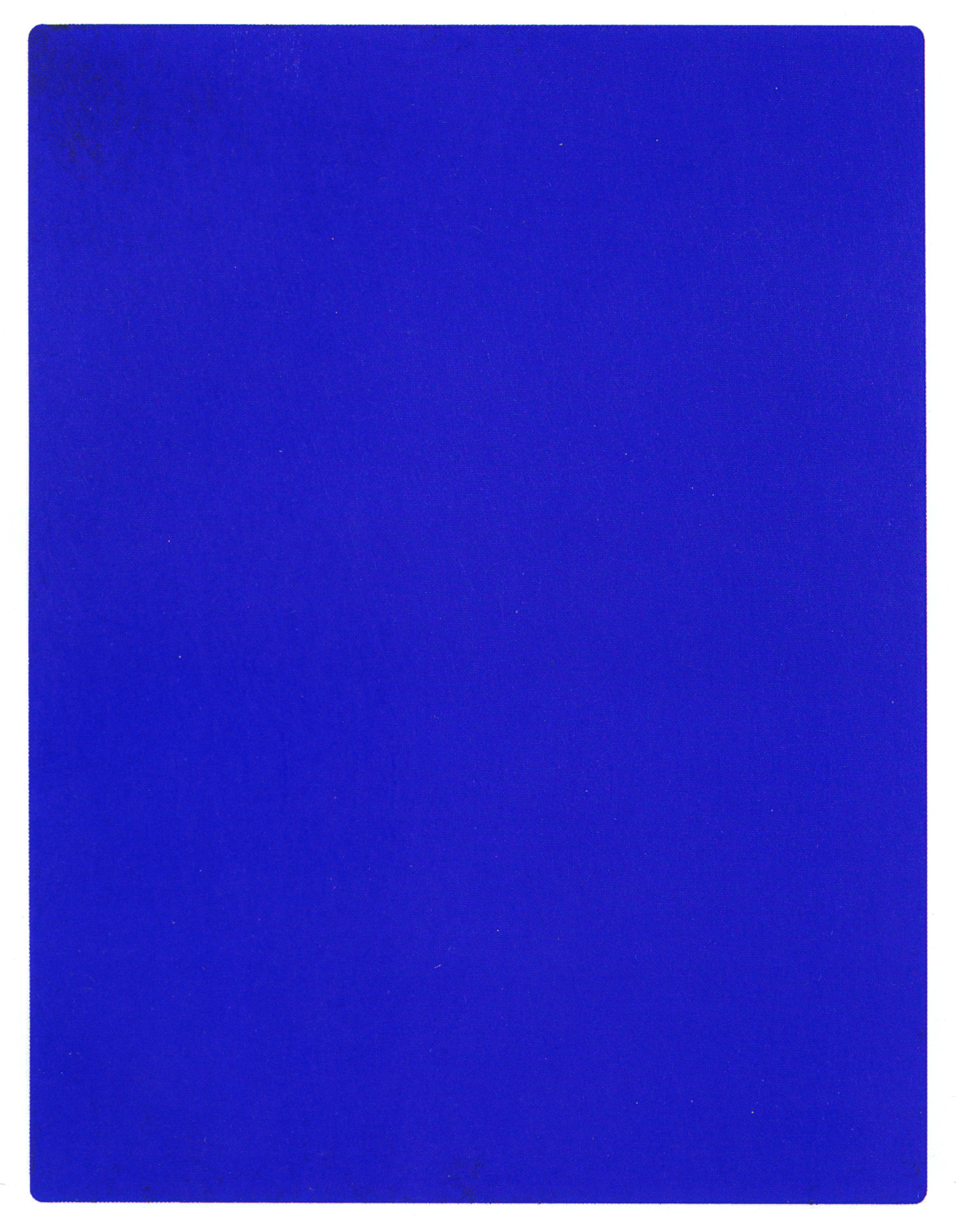
Yves Klein, IKB 191, 1962.

- Yves Klein, care realizase lucrări monocrome încă din 1949 și avusese prima expoziție privată în 1950, a avut prima sa expunere publică în noiembrie 1954, odată cu lansarea cărții sale artistice Yves: Peintures. Parodiind un catalog obișnuit, cartea prezenta o serie de monocrome intense legate de orașele în care Klein trăise în anii anteriori. Yves: Peintures a fost un preambul pentru primele două sale expoziții de picturi în ulei, la Clubul des Solitaires din Paris, în octombrie 1955, și Yves: Proposition monochromes la Galeria Colette Allendy, în februarie 1956. Aceste expoziții, care includeau monocrome de portocaliu, galben, roșu, roz și albastru, l-au dezamăgit profund pe Klein, deoarece vizitatorii se mutau de la o lucrare la alta, combinându-le între ele ca într-un mozaic.

Următoarea expoziție a lui Yves Klein, Proposte Monochrome, Epoca Blu (Propoziția Monocromă; Epoca Albastră), a avut loc la Galeria Apollinaire din Milano în ianuarie 1957 și a prezentat 11 pânze albastre identice, folosind pigment ultramarin suspendat într-o rășină sintetică numită Rhodopas. Această tehnică a fost descoperită cu ajutorul lui Edouard Adam, un comerciant de vopsele din Paris, și permitea păstrarea strălucirii pigmentului, care altfel devenea palid când era suspendat în ulei de in. Klein a brevetat această formulă pentru a conserva „autenticitatea ideii pure”. Culoarea, similară cu lapis lazuli folosit pentru a picta veșmintele Madonei în picturile medievale, a fost denumită „Albastru Klein Internațional” (IKB). Picturile erau montate pe stâlpi, plasate la 20 cm distanță de pereți, pentru a spori ambiguitatea lor spațială.
Expoziția a fost un succes atât din punct de vedere critic, cât și comercial, fiind prezentată în Paris, Düsseldorf și Londra. Expoziția de la Paris, care a avut loc la Galeria Iris Clert în mai 1957, a devenit un moment esențial în istoria artei; Pe lângă cele 1001 baloane albastre eliberate la deschidere, au fost trimise cărți poștale albastre cu timbre IKB, pe care Klein reușise să le facă acceptate ca legitime, după ce mituise serviciul poștal. În paralel, la Galeria Colette Allendy s-a organizat o expoziție cu butoaie de pigment albastru și lucrări de artă cu foc.
- Gerhard Richter este un artist renumit mai ales pentru picturile sale foto-realistice de o tehnică impresionantă, care adesea depășesc lucrările sale abstracte și monocrome. Ambele tipuri de lucrări, atât cele abstracte, cât și cele figurative, par să abordeze teme emoționale similare, caracterizate de un pesimism ironic, ceea ce a contribuit la popularitatea lucrărilor sale în anii 1980. Picturile sale gri sunt realizate prin trasarea unor gesturi „expresive” pe vopsea umedă.
- Olivier Mosset a petrecut o perioadă considerabilă de timp la New York și Paris. În Paris, în anii 1960, a fost parte a grupului BMPT, alături de Daniel Buren, Michel Parmentier și Niele Toroni. Grupul a pus sub semnul întrebării conceptele de autoritate și originalitate, sugerând că membrii lucrau adesea unii la lucrările altora și că obiectul de artă era mai important decât autorul acestuia. În New York, la sfârșitul anilor 1970, Mosset a început o serie lungă de picturi monocrome, în plină perioadă a neo-expresionismului. A fost un membru fondator al grupului New York Radical Painting, „radical” referindu-se atât la o poziție socială activă, cât și la o revenire la „rădăcinile” fundamentale ale picturii. Această reafirmare a relevanței sociale a abstractizării și monocromului nu mai fusese subliniată într-un asemenea mod de la Malevich și Rodchenko încoace. Artiști neo-geo din anii 1980, precum Peter Halley, care susțin un rol critic și social pentru abstractizarea geometrică, îl consideră pe Mosset o influență importantă.[11]

### Asia
Dansaekhwa (în coreeană 단색화) este un stil de „pictură monocromă” din Coreea de Sud care a apărut la mijlocul anilor 1970. Artiștii dansaekhwa expuneau adesea împreună, însă nu făceau parte dintr-o mișcare artistică oficială. Printre artiștii asociați cu acest stil se numără: Cho Yong-ik, Chung Chang-sup, Chung Sang-Hwa, Ha Chong Hyun, Kim Tschang-yeul, Lee Dong-Youb, Lee Ufan, Park Seo-Bo și Yun Hyong-keun.

### Alții
- Sally Hazelet Drummond (1924-2017, SUA) și-a expus lucrările monocrome în New York la sfârșitul anilor 1950, la Tanager Gallery, una dintre primele galerii cooperative de pe Strada a Zecea.[13]
- Alan Ebnother este un pictor american care se concentrează pe tradiția picturii monocrome, limitându-se exclusiv la culoarea verde.[14]
- Florence Miller Pierce, care a fost membră a grupului TAOS Transcendental Painting în anii 1930, trăiește acum în Albuquerque, New Mexico. Monocromele sale pătrate,[15] realizate cu rășină translucidă turnată pe plexiglas cu oglindă, par să radieze o lumină proprie.
- Blažej Baláž, cu proiectul său „double monochrom”, pune față în față culoarea cu resturi de monede, gunoaie, pământ sau semințe de mac, cum ar fi în pictura Poppy Seed Field / Makové pole (2001/02).[16]
- Marcia Hafif a expus lucrări monocrome timp de peste 50 de ani în New York, Los Angeles și Europa. A lucrat cu diverse medii, inclusiv ulei, email, tempera cu ou, acuarelă, glazură, acrilic și cerneală. În 2014, a participat la biannualul de la Hammer Museum, unde a expus 24 de picturi monocrome, fiecare cu o nuanță subtilă de negru.[17][18][19]

## Pictura monocromă în cultura populară
- Piesa de teatru Art de pe Broadway, care a câștigat premiul Tony în 1998, a folosit o pictură monocromă albă ca element de recuzită pentru a stimula o dezbatere despre estetică, care a constituit tema principală a piesei.
- În filmul The Three Brothers, câștigător al premiului César în 1995, apare o pictură monocromă albă realizată de artistul fictiv Whiteman (care se bazează pe capodopera White on White a lui K. Malevici).

## Cele mai scumpe tablouri monocrome vândute
1. R. Rauschenberg, White Painting [trei panouri], 1951– SFMoMa, San Francisco - vândut cu 88,8 milioane USD în 2019[20][21]
2. K. Malevitch, Alb pe alb, 1918– MoMa, New York - vândut cu 60 milioane USD în 2008[22][23]
3. R. Ryman, Ulei fără titlu pe pânză, 1961 - vândut cu 15 milioane USD în 2014[24][25]

## Vezi de asemenea
- Grisaille - o pictură monocromă sau subpictură în arta figurativă
- International Klein Blue